# Langfloget
Die Langfloget (norwegisch für Lange Felswand) ist ein 10 km langes Felsenkliff im ostantarktischen Königin-Maud-Land. Es liegt an der Westflanke des Gletschers Flogeken im Mühlig-Hofmann-Gebirge.
Norwegische Kartografen gaben dem Kliff seinen Namen und kartierten es anhand von Vermessungen und Luftaufnahmen der Dritten Norwegischen Antarktisexpedition (1956–1960).